# 콜간 항공 3407편 추락 사고
콜간 항공 3407편은 2009년 2월 12일 현지시간으로 밤 10시 20분 미국 뉴저지주 뉴어크 공항을 출발하여, 버팔로 공항으로 향하던 DHC8-Q400 통근용 여객기가 버펄로 인근의 클라렌스 주택가에 추락하여, 현지 주민 1명을 포함, 50명이 사망한 항공 사고이다.

## 항공기 기본 정보
- 기종 : DHC8-Q400
- 등록번호 : N200WQ
- 도입년도 : 2008년 4월
- 엔진 : 쌍발 터보엔진 프로펠러 탑재
- 좌석수 : 74석
- 비고 : 피나클 항공의 자회사인 콜간 항공에서 소유[2]

## 사고 개요
미국 연방교통안전위원회(NTSB)의 스티븐 치랜더 대변인에 따르면, 정확한 사고원인을 전혀 알 수 없다고 한다. 결과가 나오기 전까지 오랜 시간이 소요될 것으로 보인다.

## 같이 보기
- US 에어웨이즈 1549편